# Prodromus Florae Novae Hollandiae et Insulae Van Diemen

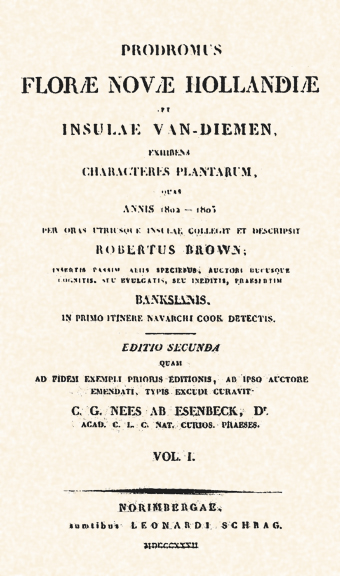
Page de garde du Prodromus Florae Novae Hollandiae et Insulae Van Diemen

Prodromus Florae Novae Hollandiae et Insulae Van Diemen (Prodrome de la Flore de Nouvelle-Hollande et de l'île de Van Diemen) est une flore d'Australie écrite par le botaniste Robert Brown et publiée en 1810. On s'y réfère souvent comme la Prodromus Flora Novae Hollandiae, ou par son abréviation botanique Prodr. Fl. Nov. Holland., et c'est la première étude sur l'ensemble de la flore australienne. Elle décrit plus de 2 040 espèces, dont la moitié sont décrites pour la première fois.
En 1813, un livre d'illustrations pour le Prodromus est publié à part par Ferdinand Bauer sous le titre Ferdinandi Bauer Illustrationes florae Novae Hollandiae sive icones generum quae in Prodromo florae Novae Hollandiae et Insulae Van Diemen descripsit Robertus Brown.